# Idioma namosi-naitasiri-serua
Namosi-Naitasiri-Serua es una Lengua oceánica hablada en Fiyi por unas 1.600 personas.